# Hanna Lóránd
Hanna Lóránd, właściwie Woppera Janka (ur. 22 stycznia 1927 w Újpest, zm. 1 stycznia 2015) – węgierska aktorka.

## Życiorys
W 1946 ukończyła studia w Państwowej Wyższej Szkole Aktorskiej. Karierę rozpoczęła w Teatrze Węgierskim. W latach 1947–1950 była aktorką teatru Madách w Budapeszcie. W 1950 tworzyła teatr Jókai. W latach 1955–1964 grywała na scenach teatrów prowincjonalnych. W 1962 powróciła do Budapesztu i do 1982 grała na deskach teatru Attila József. W 1964 otrzymała nagrodę Mari Jászai.
Mężatka, miała dwóch synów.

## Wybrana filmografia
- 1950: Kis Katalin házassága
- 1968: Falak
- 1975: Utolsó padban
- 1978: Amerikai cigaretta
- 1981: Petőfi
- 1982: A tenger